# Ganeshpur
Ganeshpur là một thị trấn thống kê (census town) của quận Bhandara thuộc bang Maharashtra, Ấn Độ.

## Nhân khẩu
Theo điều tra dân số năm 2001 của Ấn Độ, Ganeshpur có dân số 8183 người. Phái nam chiếm 52% tổng số dân và phái nữ chiếm 48%. Ganeshpur có tỷ lệ 83% biết đọc biết viết, cao hơn tỷ lệ trung bình toàn quốc là 59,5%: tỷ lệ cho phái nam là 88%, và tỷ lệ cho phái nữ là 78%. Tại Ganeshpur, 10% dân số nhỏ hơn 6 tuổi.